# Clubiona forcipa
Espèce
Clubiona forcipa est une espèce d'araignées aranéomorphes de la famille des Clubionidae.

## Distribution
Cette espèce est endémique du Hebei en Chine,. Elle se rencontre sur le mont Xiaowutai.

## Publication originale
- Yang, Song & Zhu, 2003 : Three new species and a new discovery of male spider of the genus Clubiona from China (Araneae: Clubionidae). Acta Arachnologica Sinica, vol. 12, p. 6-13.